# Standbeeld koningin Wilhelmina (Rotterdam)

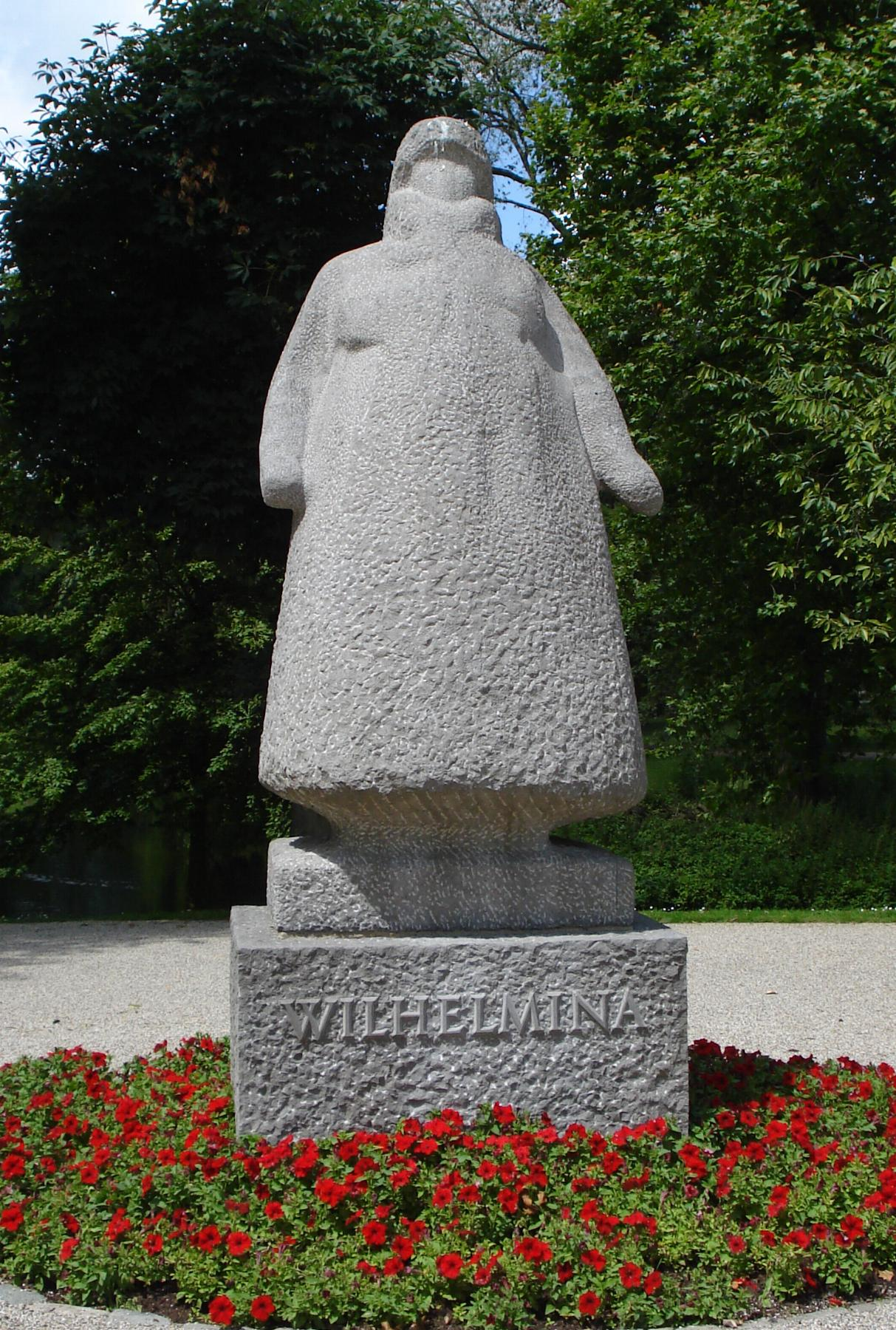
Standbeeld Koningin Wilhelmina, Rotterdam

Het standbeeld van Koningin Wilhelmina, nabij de Euromast in de Nederlandse stad Rotterdam, is een kunstwerk van de hand van Charlotte van Pallandt. Het werd gemaakt in opdracht van een Rotterdams comité, geleid door K.P. van der Mandele, ter herinnering aan de vrouw die de in de oorlog zwaar getroffen stad zo veel steun had gegeven.
Het hardstenen monument werd op 4 mei 1968 door koningin Juliana onthuld. Het staat aan de rand van Het Park bij de Euromast. Het kunstwerk verbeeldt Koningin Wilhelmina als een onverzettelijke vrouw.
In 1987 werd een bronzen exemplaar van het beeld gebruikt voor het Wilhelminamonument tegenover paleis Noordeinde in Den Haag.